# Jean Grave

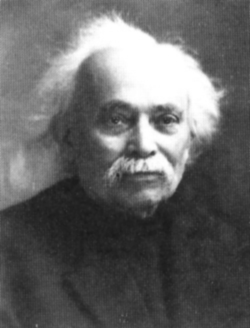
Jean Grave.

Jean Grave, född den 16 oktober 1854 i Le Breuil-sur-Couze (departementet Puy-de-Dôme), död den 8 december 1939 i Vienne-en-Val (departementet Loiret), var en fransk publicist.
Grave var först skomakare, blev sedan typograf och därefter journalist. Han omfattade anarkismens läror och blev snart en av denna rörelses främsta målsmän, bland annat som talangfull ledare för den av furst Kropotkin först (under namnet "le Révolté") uppsatta tidningen "la Révolte". Grave, som jämte en mindre vanlig journalistisk talang utvecklat en stor agitatorisk förmåga, skrev dessutom i populär form om de anarkistiska idéerna, bland annat i La société au lendemain de la révolution (1893), La société mourante et l’anarchie (1894), som ådrog författaren två års fängelse, romanen La grande famille (1896), L’individu et la société (1897), L’anarchie, son but, ses moyens (1899) med flera.